# 1586
Năm 1586 (số La Mã: MDLXXXVI) là một năm thường bắt đầu vào thứ Tư trong lịch Gregory (hoặc một năm thường bắt đầu vào thứ Bảy của lịch Julius chậm hơn 10 ngày).